# Hover Strike
Hover Strike is een videospel voor het platform Atari Jaguar. Het spel werd uitgebracht in 1995. 
Het spel is een futuristisch missiegedreven tankspel. Het perspectief van het spel kan in de eerste en derde persoon getoond worden.

## Ontvangst
| Beoordeeld door     | Jaarr | Score |
| ------------------- | ----- | ----- |
| ST-Computer         | 1995  | 75%   |
| Consoles Plus       | 1995  | 70%   |
| Game Players        | 1995  | 65%   |
| Mega Fun            | 1995  | 62%   |
| GamePro (US)        | 1995  | 60%   |
| neXGam              | 2002  | 56%   |
| Electric Playground | 1996  | 45%   |